# Världsmästerskapen i amatörboxning för herrar 2017
Världsmästerskapen i amatörboxning för herrar 2017 arrangerades 25 augusti till 2 september 2017 i Hamburg i Tyskland.
Kuba blev den mest framgångsrika nationen med det totalt sju medaljer varav fem guld.

## Resultat[4]
| Disciplin       | Guld                       | Silver                     | Brons                                                   |
| Lätt flugvikt   | Joahnys Argilagos (CUB)    | Hasanboy Dusmatov (UZB)    | Zhomart Jerzjan (KAZ) · Yuberjen Martínez (COL)         |
| Flugvikt        | Yosvany Veitía (CUB)       | Jasurbek Latipov (UZB)     | Tamir Galanov (RUS) · Kim In-kyu (KOR)                  |
| Bantamvikt      | Kairat Jeralijev (KAZ)     | Duke Ragan (USA)           | Peter McGrail (ENG) · Gaurav Bidhuri (IND)              |
| Lättvikt        | Sofiane Oumiha (FRA)       | Lázaro Álvarez (CUB)       | Otar Eranosyan (GEO) · Dorjnyambuugiin Otgondalai (MNG) |
| Lätt weltervikt | Andy Cruz Gómez (CUB)      | Ikboljon Choldarov (UZB)   | Freudis Rojas (USA) · Hovhannes Bachkov (ARM)           |
| Weltervikt      | Sjachram Gijasov (UZB)     | Roniel Iglesias (CUB)      | Ablaichan Zjussupov (KAZ) · Abass Baraou (GER)          |
| Mellanvikt      | Oleksandr Chyzjniak (UKR)  | Abilchan Amankul (KAZ)     | Kamran Sjachsuvarly (AZE) · Troy Isley (USA)            |
| Lätt tungvikt   | Julio César La Cruz (CUB)  | Joe Ward (IRL)             | Carlos Andrés Mina (ECU) · Bektemir Melikuziev (UZB)    |
| Tungvikt        | Erislandy Savón (CUB)      | Jevgenij Tisjtjenko (RUS)  | Sanjar Tursunov (UZB) · Vasily Levit (KAZ)              |
| Supertungvikt   | Magomedrasul Majidov (AZE) | Kamsjybek Kunkabajev (KAZ) | Fokou Arsene (CMR) · Joseph Goodall (AUS)               |